# إرغوتامين
إرغوتامين (بالإنجليزية: Ergotamine)‏ هو إرغولين ببتيدي وشبه قلوي من عائلة مهماز الشيلم (أو فطر الإرغوت)، تركيبه وفعاليته الحيوية شبيهة بالإرغولين، وله تركيب شبيه ببعض النواقل العصبية ويمتلك فعالية حيوية ومفعول تضيق الأوعية. يستخدم علاجيا في علاج نوبات الصداع النصفي الحادة (عادة في تركيبات من الكافيين).
استخدم فطر الإرغوت في القرن السادس عشر لتحفيز الولادة، لكن بسبب مشاكل عدم التأكد من الجرعة تُرِك استخدامه. واستخدم لمنع نزف النفاس. وقام آرتور ستول بعزل الإرغوتامين من فطر الإرغوت أول مرة عام 1918 وسوقته ساندوز عام 1921.